# Norham (North Berwick)
Norham ist eine Villa in der schottischen Stadt North Berwick in der Council Area East Lothian. 1988 wurde das Gebäude in die schottischen Denkmallisten in der höchsten Kategorie A aufgenommen.

## Geschichte
Norham wurde im Jahre 1895 für den schottischen Bildhauer William Birnie Rhind erbaut. Mit dem Entwurf beauftragte er seinen Bruder, den Architekten Thomas Duncan Rhind. Die Dachgauben wurde erst später, im Jahre 1901 hinzugefügt. Außerdem stammt der rückwärtige Anbau aus dem Jahre 1904. Möglicherweise war auch die britische Bildhauerin Alice Meredith Williams in die Ausgestaltung des Innenraums involviert.

## Beschreibung
Die zweistöckige, im Stile eines englischen Cottages gestaltete Villa liegt an der Marmion Road im Zentrum von North Berwick. Ein weiter Kreuzgiebel an der linken Seite dominiert die südexponierte Frontseite. Diese ist mit einem weiten, profilierten Rundbogen zum tieferliegenden Eingangsbereich mit einem kleinen, nebenliegenden, ungewöhnlich detailliert ornamentiert eingefassten Fenster gestaltet. Fries und Gesimse bekrönen ein Zwillingsfenster. Erwähnenswert ist auch Drillings-Bleiglasfenster. Entlang der restlichen Fassaden sind die Fenster teils gruppiert. An der Rückseite geht ein einstöckiger Anbau ab. Der grob zu Quadern behauene Stein des Mauerwerks liegt am Sockel frei. Darüber ist er mit Harl verputzt.